# Lycoperdon echinatum
Lycoperdon echinatum é uma espécie de cogumelo da família Agaricaceae. Essa espécie saprófita ocorre na África, Europa, América Central e América do Norte, crescendo no solo de florestas decíduas temperadas, clareiras e pastagens. Sugeriu-se que os espécimes norte-americanos fossem classificados como uma espécie distinta, Lycoperdon americanum, mas a maioria dos autores não adotou essa proposta. Análises de filogenética molecular mostram que L. echinatum é geneticamente próximo ao gênero Handkea [en].
Os corpos frutíferos de L. echinatum medem 2 a 4 cm de largura por 2 a 3,5 cm de altura, sustentados por uma pequena base e cobertos por espinhos de até 0,6 cm de comprimento. Esses espinhos podem se desprender na maturidade, deixando cicatrizes em forma de rede na superfície. Inicialmente brancos, os cogumelos tornam-se marrons-escuros ao amadurecer, passando de quase esféricos a levemente achatados. Espécimes jovens lembram outro cogumelo espinhoso comestível, Lycoperdon pulcherrimum [en], mas este não escurece com a idade. Os corpos frutíferos são comestíveis quando jovens, com interior branco e firme, antes de se transformarem em uma massa pulverulenta marrom de esporos. Testes laboratoriais indicam que extratos dos corpos frutíferos inibem o crescimento de várias bactérias patogênicas para humanos.

## Taxonomia e filogenia
A espécie foi descrita inicialmente por Christiaan Hendrik Persoon em 1797. Posteriormente, Elias Magnus Fries a reduziu a uma variedade de Lycoperdon gemmatum (como L. gemmatum var. echinatum; hoje conhecido como L. perlatum [en]), mas o micologista americano Charles Horton Peck, que estudou a distribuição do gênero na América do Norte, elevou-a novamente ao nível de espécie em 1879. Peck justificou a distinção de L. gemmatum pelas verrugas diferentes, aparência mais espinhosa e superfície mais lisa do perídio sob os espinhos. Em 1871, Miles Joseph Berkeley e Christopher Edmund Broome descreveram um espécime coletado em Reading, Berkshire, por Hoyle, como uma nova espécie, Lycoperdon Hoylei. Eles notaram que o espécime correspondia externamente ao L. echinatum de Persoon, mas acreditavam que ele não teria ignorado os esporos lilases. Apesar da diferença na cor dos esporos, L. Hoylei é hoje considerado sinônimo de L. echinatum. Utraria echinata, nomeada por Lucien Quélet em 1873, também é sinônimo.
Em 1972, Vincent Demoulin descreveu Lycoperdon americanum com base em um espécime da Carolina do Norte. Embora o considerasse único, vários autores o tratam como sinônimo de L. echinatum. Análises filogenéticas da sequência e estrutura secundária dos genes de RNA ribossômico (rRNA) que codificam as unidades de espaçadores internos transcritos indicam que L. echinatum forma um clado com Handkea, separado da espécie-tipo de Lycoperdon, L. perlatum. Análises anteriores, baseadas apenas em sequências de rRNA, mostraram que L. echinatum formava um clado com L. mammiforme [en], L. foetidum e Bovistella radicata (hoje L. radicatum [en]), mas separado de L. pyriforme.
A espécie é conhecida em inglês como "spiny puffball" ou "spring puffball". Peck a chamou de "echinate puff-ball". O epíteto específico echinatum vem do grego echinos (εχινος), que significa "ouriço" ou "ouriço-do-mar".

## Descrição
Os corpos frutíferos de L. echinatum têm 2 a 4 cm de largura por 2 a 3,5 cm de altura, com formato esférico ou de pera. A superfície externa é densamente coberta por espinhos de até 0,6 cm. Segundo Curtis Gates Lloyd, os espécimes americanos têm espinhos mais finos que os europeus. Brancos inicialmente, os espinhos tornam-se marrons-escuros na maturidade e frequentemente se unem nas pontas em grupos de três ou quatro. Nesse estágio, assemelham-se às capas de carvalho-carrapicho [en], podendo ser confundidos com elas. Com o tempo, os espinhos caem, revelando uma superfície reticulada. O corpo frutífero possui uma base pequena, esbranquiçada ou cinza-púrpura, e pode estar ligado ao substrato por finos cordões brancos (rizomorfos). Internamente, a gleba contém esporos e células produtoras de esporos. Em espécimes jovens, é branca e firme, mas com a idade torna-se amarelada, depois marrom a roxo-marrom e pulverulenta. Espécimes maduros desenvolvem um poro no topo, por onde os esporos são liberados ao serem atingidos por gotas de chuva.
Os esporos, aproximadamente esféricos com verrugas, têm diâmetros de 4 a 6 μm. Os capilícios (hifas grossas na gleba) são elásticos, marrons, com pequenos poros e 5 a 8 μm de espessura. As basídios podem estar ligadas a dois a quatro esporos, com esterigmas de até 5 μm.

## Comestibilidade
L. echinatum é comestível quando jovem, com gleba branca e firme. Espécimes mais velhos, com gleba não branca ou pulverulenta, podem causar desconforto estomacal. O sabor é suave, sem odor marcante, mas uma fonte compara o cheiro de corpos secos a "presunto velho". É descrito como "saboroso e macio quando cozido", com textura semelhante a "torrada francesa". Antonio Carluccio sugere saltear com outros cogumelos. Para evitar confusão com espécies tóxicas do gênero Amanita, recomenda-se cortar o L. echinatum ao meio para verificar a ausência de estruturas internas.

## Espécies semelhantes

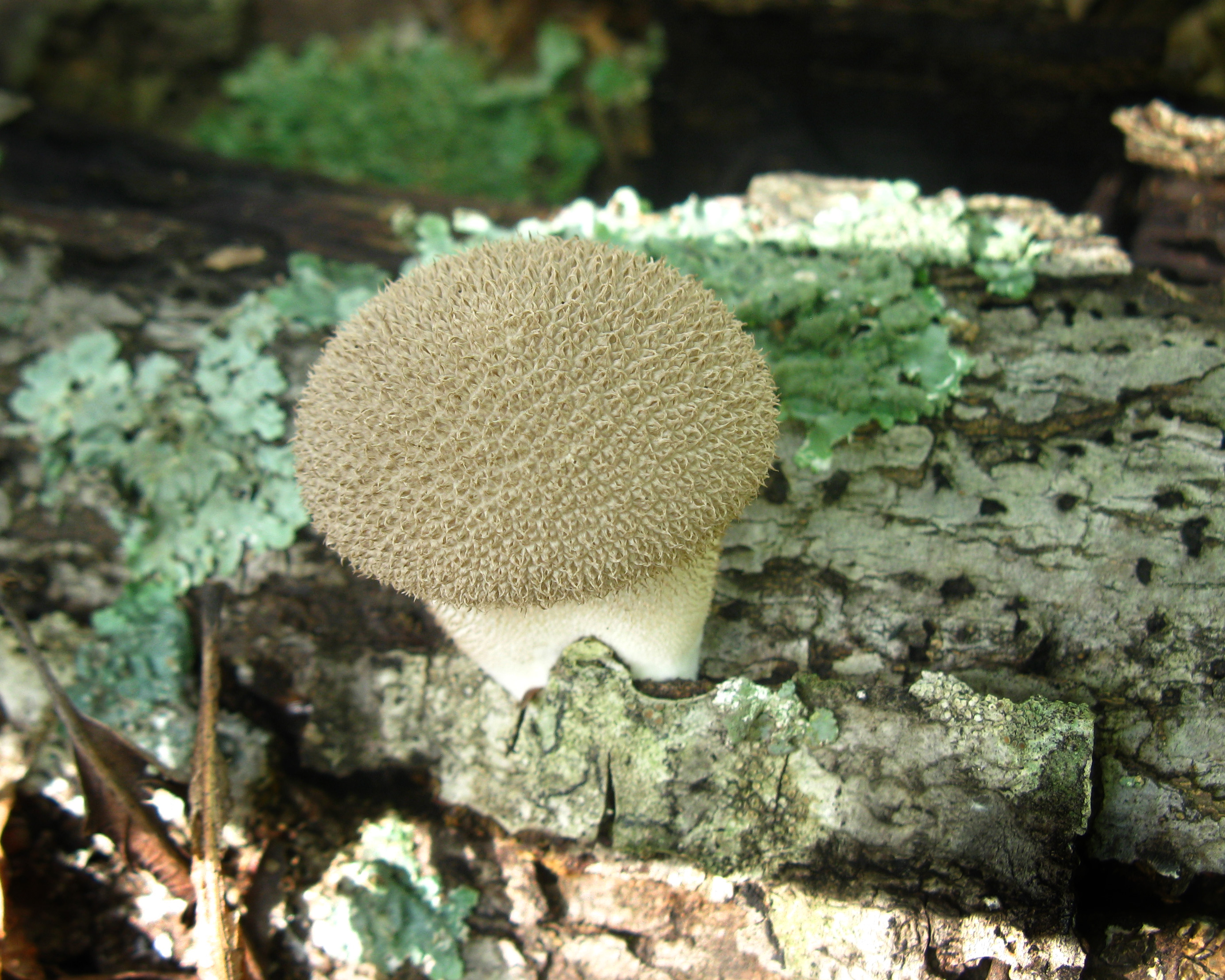
en possui espinhos mais robustos que L. echinatum.

Lycoperdon pulcherrimum é muito semelhante, mas tem espinhos mais grossos, que não escurecem com a idade, e superfície lisa sob os espinhos, não reticulada. Alexander H. Smith observou que, quando jovens, são "difíceis ou impossíveis de distinguir, mas isso não incomoda coletores para consumo, pois ambos são comestíveis". Em algumas regiões, as espécies parecem intergradar, com espinhos que escurecem, mas não caem. Espécimes jovens de L. pedicellatum podem ser confundidos com L. echinatum, mas possuem superfície lisa na maturidade e esporos ligados a um pedicelo 4 a 5 vezes mais longo. L. compactum, exclusivo da Nova Zelândia, é semelhante, mas tem esporos menores e capilícios hialinos e septados.

## Habitat, distribuição e ecologia
Lycoperdon echinatum aparece solitário ou em pequenos grupos, crescendo no solo de florestas decíduas, áreas gramadas, clareiras e pastagens, sobre musgos, húmus ou detritos lenhosos. Prefere florestas de Fagus. Os corpos frutíferos surgem do final da primavera ao outono. Espécimes mais velhos passam despercebidos, pois sua cor marrom se confunde com folhas e madeira mortas. Serve como alimento para moscas da família Phoridae.
Foi coletado na África Central Oriental, China, Costa Rica, Irã, Japão, e Europa (Reino Unido, Bulgária, República Tcheca, Finlândia, Alemanha, Itália, Eslováquia, Espanha, Suécia, e Suíça). Na América do Norte, é "localmente frequente" a leste das Montanhas Rochosas.
É uma espécie ameaçada nas Ilhas Åland (Finlândia). Na Suécia, nas décadas de 1940 e 1950, crescia em florestas de Fagus com gramíneas e ervas em solos com pH de 5,0 a 6,6, mas as populações diminuíram devido à acidificação do solo. Corpos frutíferos próximos a locais contaminados por arsênio bioacumulam este elemento, principalmente como arsenobetaína.

## Atividade antimicrobiana
Um estudo de 2005 usou um método laboratorial padrão para verificar a suscetibilidade antimicrobiana e mostrou que extratos de metanol de corpos frutíferos de Lycoperdon umbrinum têm "atividade significativa" contra bactérias patogênicas, como Bacillus subtilis, Escherichia coli, Salmonella paratyphi, Staphylococcus aureus, Streptococcus pyogenes e Mycobacterium smegmatis. Um estudo de 2000 identificou atividade antibacteriana fraca contra Enterococcus faecium e Staphylococcus aureus. Embora os compostos responsáveis não tenham sido identificados, análises confirmam a presença de terpenoides, investigados por seu potencial como antimicrobianos.